# Câmara Municipal de Castelo Branco

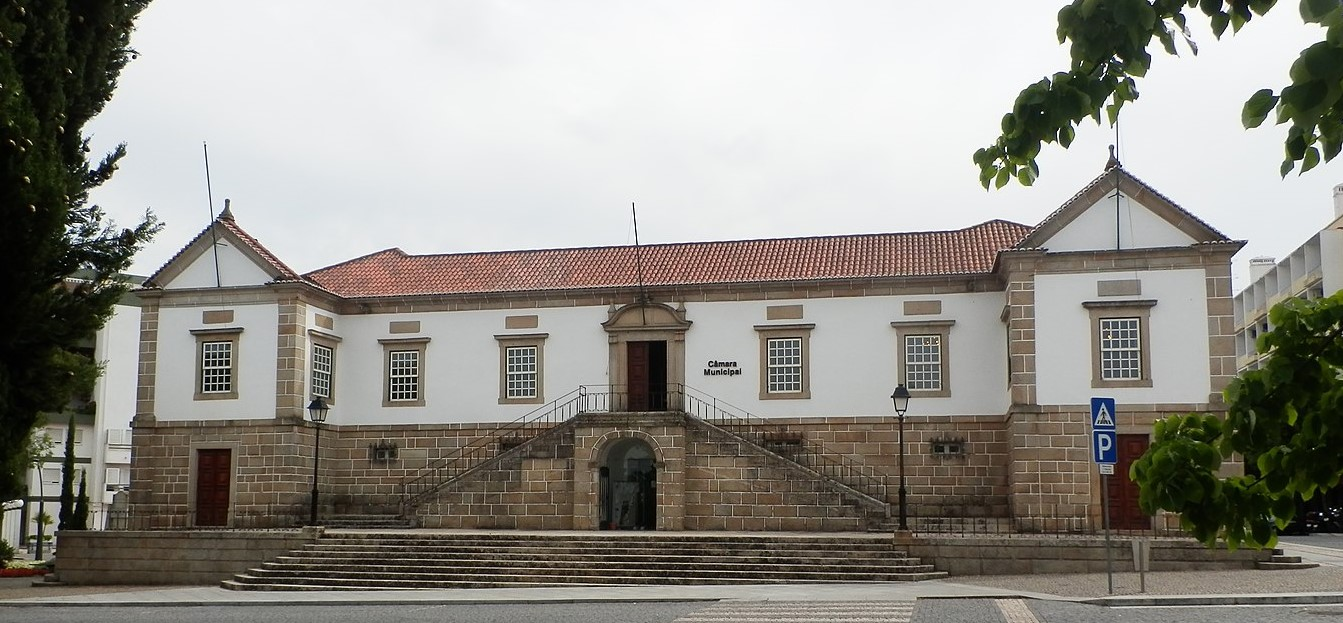
Câmara Municipal de Castelo Branco

A Câmara Municipal de Castelo Branco é o edifício sede do município de Castelo Branco, onde funciona o executivo municipal.

## Localização
Este edifício municipal situa-se no Largo do Município e lateralmente nas Avenidas Nuno Álvares e 1.º de Maio, em Castelo Branco.

## História
Trata-se de um edifício cuja construção ocorreu conjeturalmente no século XVII, sendo o antigo solar da família de Bartolomeu da Fonseca, posteriormente habitado pelos seus descendentes, os Mesquitas e os Albuquerques (Viscondes de Oleiros).
Em 1935 o edifício foi adquirido pelo Município de Castelo Branco, tendo, entre 1949 e 1950, sido objecto de uma total remodelação interna e da cerca, com a supressão de pátio que antecedia a fachada principal e de um volume adossado à fachada lateral esquerda.

## Azulejos
O edifício tem, na varanda voltada a sul, dois painéis de azulejos, «de azul baço, pasta azulada e desenho vincado», datados de cerca de 1795, representando paisagens com elementos aquáticos.

## Classificação
O edifício encontra-se oficialmente classificado, desde 1978, como de interesse municipal.